# Grantham Town
Der Grantham Town Football Club ist ein englischer Fußballverein aus Grantham.

## Geschichte
Der Klub gründete sich 1874 unter dem Namen Grantham Football Club und spielte zunächst in verschiedenen Ligen. 1911 war er Gründungsmitglied der Central Alliance, deren Meister er 1925 war. Daraufhin wechselte er in die Midland Football League, die er 1933 kurzzeitig in Richtung Central Combination verließ, aber nach einem schwachen Ergebnis dort zurückkehrte. Ende der 1960er, Anfang der 1970er Jahre erlebte die Mannschaft einen Höhenflug, als sie mehrfach Meister in der Liga wurde und als unterklassiger Verein im FA Cup teilweise die zweite Runde erreichte. Nach dem Meisterschaftsgewinn 1972 rückte der Klub in die Division One der Southern Football League, wo er als Meister den Durchmarsch in die Premier Division schaffte. Nach dem Wiederabstieg 1978 als Tabellenletzter folgte der direkte Wiederaufstieg, dabei wechselte der Verein in die Northern Premier League.
Nach dem Abstieg 1985 wechselte der Klub zurück in die Southern Football League, wo er der Midland Division zugeordnet wurde. Zwei Jahre später erfolgte die Umbenennung in Grantham Town. 1998 kehrte er für zwei Spielzeiten in die Premier Division zurück, zwei Jahre später erfolgte aufgrund der schlechteren Tordifferenz gegenüber dem punktgleichen Konkurrenten Dorchester Town der erneute Aufstieg. 2006 wechselte die Mannschaft erneut in die Northern Premier League. Zwei Jahre später stieg sie abermals ab, schaffte aber 2012 den erneuten Aufstieg. 2022 stieg sie als tabellenletzte in die Division One ab.